# Râul Mitaciul Mare
Râul Mitaciul Mare este unul din cele două brațe care formează râul Mitaci. 